# Математичка игра
Математичка игра је игра са више играча, чија правила, стратегије и исходи су дефинисани стриктним математичким параметрима. Често овакве игре имају проста правила која се слажу са проседуром, као што су Икс-Окс и Тачке и Кутије. Генерално, математичке игре не морају бити концептуално компликоване да би се укључиле у дубље рачунске темеље. На пример, иако су правила Манкала релативно основна, игра може бити ригорозно анализирана кроз призму комбинаторне теорије игара.
Математичке игре се оштро разликују од математичких загонетки у томе што математичке загонетке захтевају специфичну математичку стручност да би се завршиле, док математичке игре не захтевају дубоко познавање математике за игру. Често, аритметичко језгро математичких игара није очигледно играчима нетренираним да обрате пажњу на статистичке или математичке аспекте.
Неке математичке игре су од великог интереса у пољу рекреативне математике.
Студирајући игрину математичку срж, аритметичка теорија је генерално од веће користи него активна игра или посматрање саме игре. Да би анализирао игру нумерички, посебно је корисно да проучиш правила игре да би добио корисне једначине или одговарајуће формуле. Ово се често користи да се утврди победничка стратегија или да се види да ли игра има решење.

## Специфичне математичке игре и слагалице

### Сажетак Стратешке игре (без укључења шанси)
Понекад није одмах очигледно да поједина игра укључује шансу. Често игра карата се описује " права стратегија " и таква, али игра са било којом врстом случајног мешања или лицем надоле са којима се носе карте не би требало да се сматра да "нема шансе". Неколико апстрактних стратешких игара су наведени доле:

#### Плоча решетки
- Анђели и ђаволи
- Арима
- Мице (Енглески цртеж)
  - Варијација Мице
- Шах
  - Варијација шаха
- Чомп
- Надување
- Тачке и кутије
- Го

- - Варијације Го-а
- Хекс
- Хексапаун
- Л игра
- Фудбал филозофа
- Ритмомаци

#### Плоча без решетки и друге игре
- Графикон облутка
- Хакенбуш
- Штапићи (ручна игра)
- Ним
- Сим
- Спроут
- Четири четворке

### Укључене шансе или несавршене информације
- 24
- Затвореникова дилема